# アナナス
アナナス（Ananas）とは、本来はパイナップルのことであるが、園芸上はパイナップル科の植物（特に園芸上の価値のあるもの）の総称を意味することが多い。この意味でのアナナスは、アナナス属 (Ananas) の他、グズマニア属 (Guzmania)、エクメア属 (Aechmea)、インコアナナス属 (Vriesea)、ブロメリア属 (Bromelia) などがある。

## 解説
ポルトガル人がアメリカ大陸でパイナップルを発見したとき、原住民がナナス（亀の実）と呼んでいたことに由来するという。これにポルトガル語の接頭辞が付いてアナナスとなった。ポルトガルやスペイン、フランスなどパイナップルの一般名も「アナナス」と称する地域がある。
これらの植物には葉が美しいものがあり、観葉植物として栽培される。また、花苞（一見、花のように見える部分。実際は葉の変化したもの）も美しい。繁殖は株分けが中心である。着生植物が多く、ミズゴケで栽培する。また、葉の間に水を蓄えるものが多い。エアープランツ（チランジア属）もこれらの仲間に含まれる。

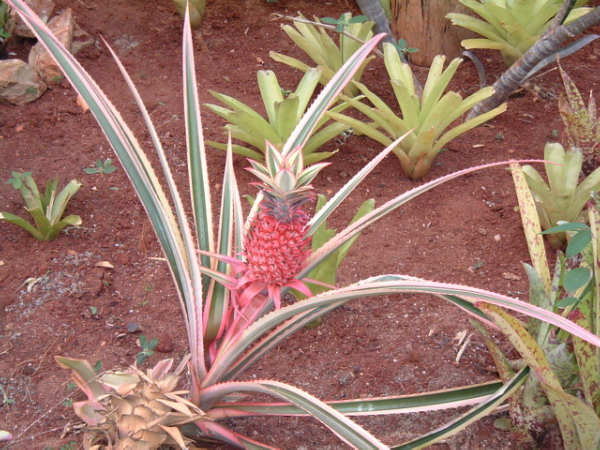
アナナス属の一種
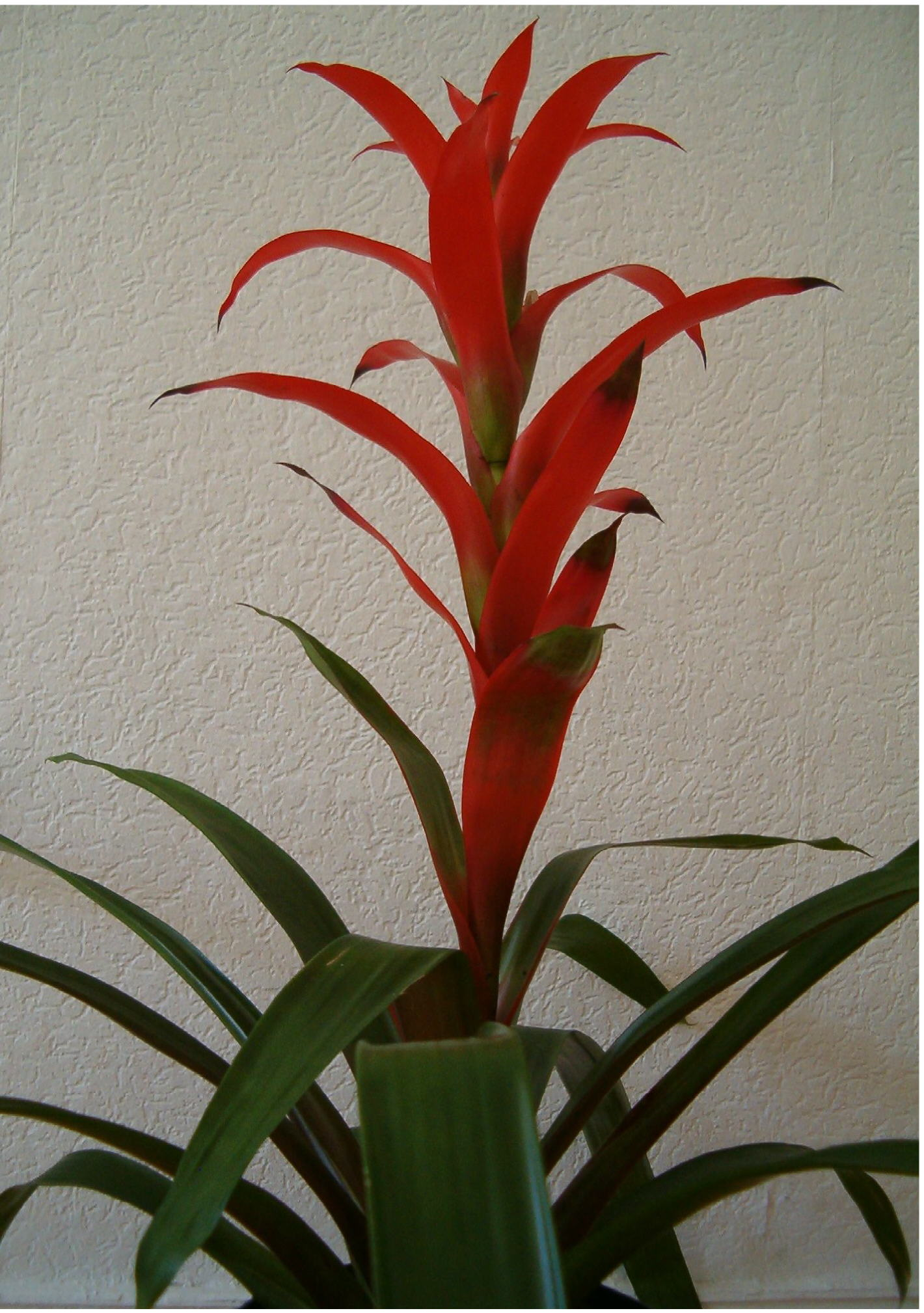
グズマニア属の一種
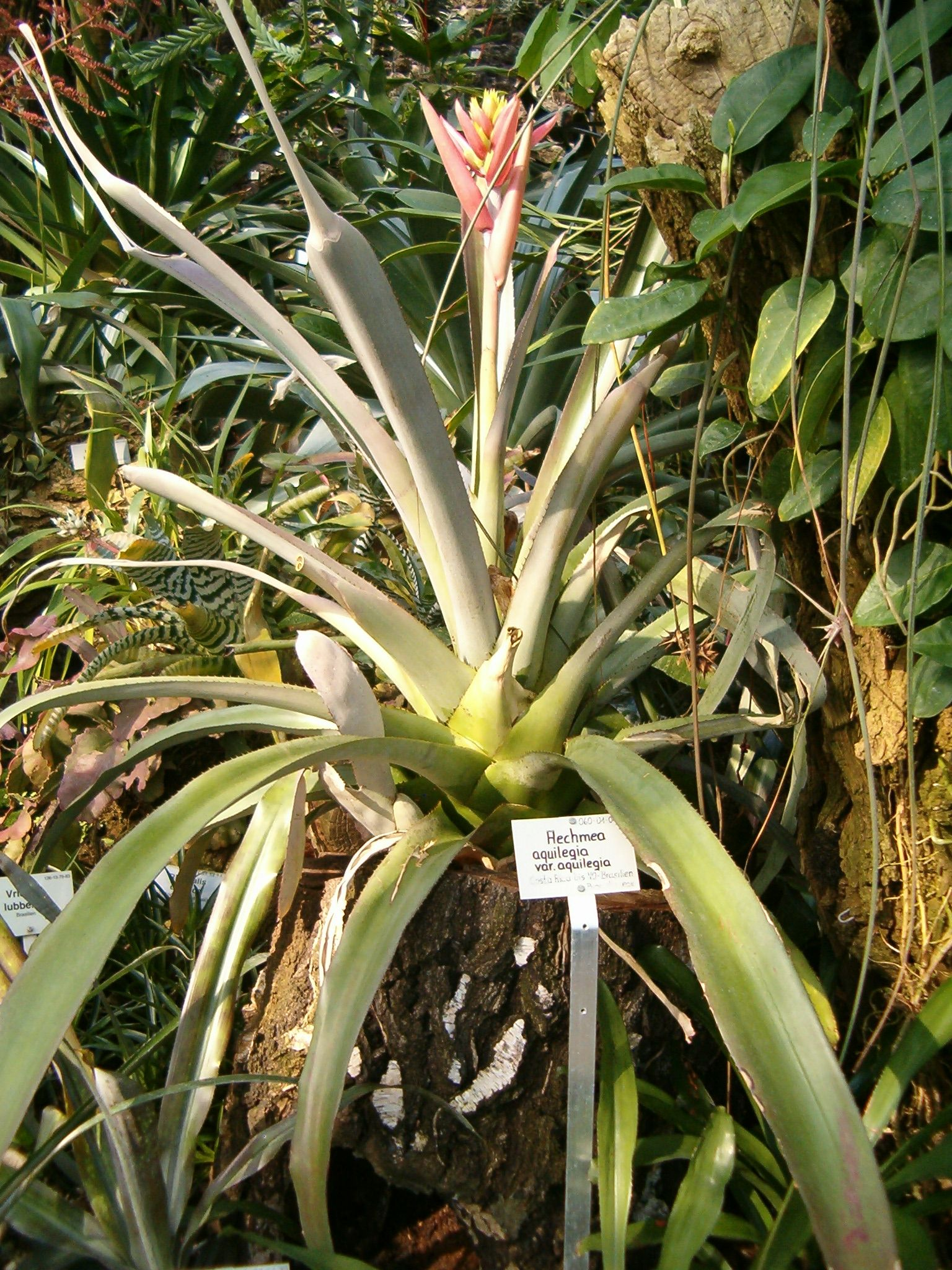
エクメア属の一種
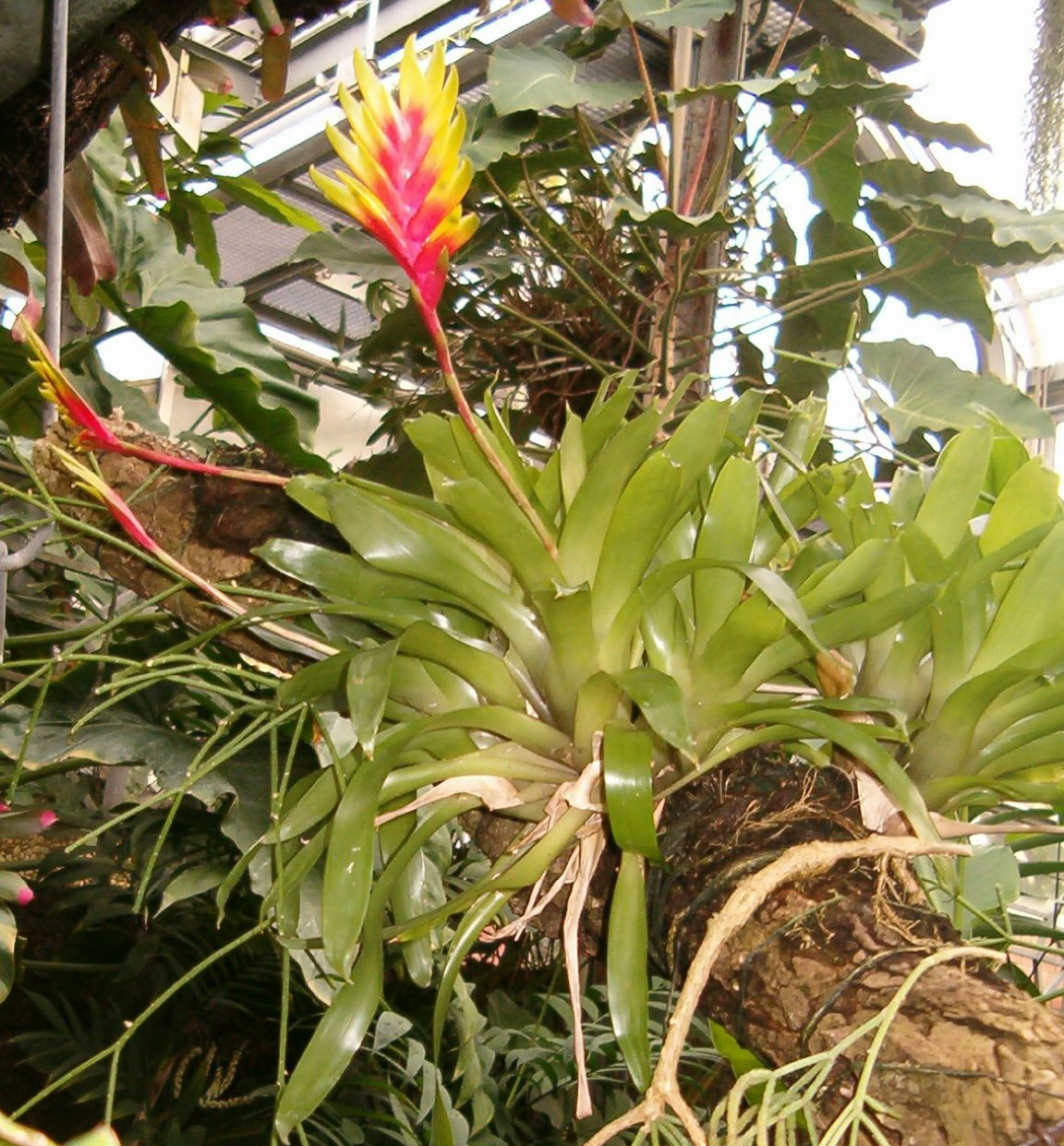
インコアナナス